# Zuangua
Zuangua o Zuanga (¿? - 1520) va ser el fill de Tzitzispandácuare, cazonci de Tzintzuntzan. Va participar com a comandant en els últims anys de l'imperi purépetxa. Va accedir al tron en 1486 després de la mort del seu pare. Va conquistar els anomenats Pobles d'Ávalos a les conques de Chapala i Zayula, i va derrotar els exèrcits mexiques enviats per Moctezuma II el 1517, que eren comandats pel guerrer tlaxcalteca Tlahuicole. Es va negar a fer costat als mexica quan Hernán Cortés va envair Tenochtitlan. Va morir de verola en 1520.